# Bálványos, Somogy
Bálványos  este un sat în districtul Siófok, județul Somogy, Ungaria, având o populație de 588 de locuitori (2011). 

## Demografie
Componența etnică a satului Bálványos
     Maghiari (97,83%)
     Germani (1,57%)
     Armeni (0,59%)
Componența confesională a satului Bálványos
     Reformați (15,82%)
     Fără religie (10,2%)
     Necunoscută (73,98%)
Conform recensământului din 2011, satul Bálványos avea 588 de locuitori. Din punct de vedere etnic, majoritatea locuitorilor (97,83%) erau maghiari, cu o minoritate de germani (1,57%). Nu există o religie majoritară, locuitorii fiind reformați (15,82%) și persoane fără religie (10,2%). Pentru 73,98% din locuitori nu este cunoscută apartenența confesională.